# Bert Schlatterer
Bert Schlatterer (* 25. Januar 1940 in Calw; † 4. Januar 2013) war ein deutscher Tierarzt und Umwelttoxikologe.

## Leben
Bert Schlatterer studierte Tiermedizin und Biochemie und wurde 1965 an der Ludwig-Maximilians-Universität München zum Dr. med. vet. promoviert. Ab 1969 war er an der Universität Hohenheim tätig, wo er 1974 auch in Biochemie zum Dr. rer. nat. promoviert wurde.
Schlatterer war in leitenden Funktionen am Bundesgesundheitsamt und am Umweltbundesamt tätig. An der Justus-Liebig-Universität Gießen lehrte er als Honorarprofessor für Umwelttoxikologie.
Schlatterer lebte mit seiner Frau Dorothee zuletzt in Kleinmachnow. Seine letzte Ruhestätte fand er an seinem Geburtsort Calw.

## Veröffentlichungen (Auswahl)
- Zur Bedeutung von Monoglyceriden für die Fleischverarbeitung (Diss.), München 1965
- Regulation der Synthese von ribosomaler RNA durch Schilddrüsenhormone in kultivierten menschlichen Zellen und in Rattenleber (Diss.), Hohenheim 1974
- Chemische Krebsrisikofaktoren der Umwelt : Mechanismen ihrer Wirkung und Testsysteme für ihre Erfassung (Hrsg.), Schadstoffe und Umwelt, Bd. 6, Berlin 1991, ISBN 3-503-03225-8
- Doping im Pferdesport : Regelwerke, Wirkung und Nachweis von Dopingmitteln, Stuttgart 2010, ISBN 978-3-7945-2780-9